# Jazz Blues Fusion
Albums de John Mayall
Memories
(1971) Moving On
(1972)
Jazz Blues Fusion est un album du bluesman britannique John Mayall enregistré en public en novembre et décembre 1971 et paru en 1972 sous le label Polydor.
La première face du disque vinyle fut enregistrée le 18 novembre 1971 lors d'un concert à Boston tandis que la seconde face est une sélection de morceaux enregistrés lors de deux concerts donnés les 3 et 4 décembre 1971 au Hunter College de New York.

## Titres

### Face 1
1. Country Road - 6:55
2. Mess Around - 2:40
3. Good Time Boogie - 8:20
4. Change Your Ways - 3:25

### Face 2
1. Dry Throat - 6:20
2. Exercise in C Major for Harmonica, Bass & Shufflers - 8:10
3. Got to Be This Way - 6:15

## Musiciens
- John Mayall : harmonica, guitare, piano, chant
- Blue Mitchell : trompette
- Clifford Solomon : saxophones
- Larry Taylor : guitare basse
- Ron Selico : percussions
- Freddy Robinson : guitare